# Aroffe
Aroffe là một xã, nằm ở tỉnh Vosges trong vùng Grand Est của Pháp. Xã này có diện tích 8,51 kilômét vuông, dân số năm 1999 là 82 người. Xã này nằm ở khu vực có độ cao trung bình 370 m trên mực nước biển.
Dân địa phương tiếng Pháp gọi là Aruffiens.

## Hành chính
| Danh sách các xã trưởng                |           |                  |      |         |
| Giai đoạn                              | Giai đoạn | Tên              | Đảng | Tư cách |
| tháng 3 2008                           |           | Claude Blain     |      |         |
| mars 2001                              | 2008      | Michel Croctaine |      |         |
| Tất cả các dữ liệu trước đây không rõ. |           |                  |      |         |

## Biến động dân số
| 1836                                         | 1962 | 1968 | 1975 | 1982 | 1990 | 1999 |
| -------------------------------------------- | ---- | ---- | ---- | ---- | ---- | ---- |
| 350                                          | 89   | 118  | 98   | 92   | 77   | 82   |
| Số liệu từ năm 1962: Dân số không tính trùng |      |      |      |      |      |      |